# ريتشارد مور (دبلوماسي)
ريتشارد بيتر مور (بالإنجليزية: Richard Moore) (من مواليد 9 مايو 1963 في طرابلس، ليبيا -) يشغل حاليًا منصب المدير العام للشؤون السياسية في وزارة الخارجية وشؤون الكومنولث. وكان سابقاً السفير البريطاني في تركيا. في 29 يوليو 2020، عُيّن رئيسًا لجهاز المخابرات السرية، والمعروف باسم SIS أو MI6، على أن يباشر المنصب في أكتوبر 2020.

## التعليم
التحق مور بكلية سانت جورج، وايبريدج، وهي مدرسة كاثوليكية مستقلة في ساري. بعد ذلك، درس مور الفلسفة والسياسة والاقتصاد في كلية ورسستر، أكسفورد حيث حصل على درجة البكالوريوس. ثم حصل على منحة كينيدي للدراسة في كلية كينيدي للإدارة الحكومية في جامعة هارفارد. وفي عام 2007، حضر برنامج ستانفورد التنفيذي.

## حياته المهنية
كانت مهنة مور البارزة في وزارة الخارجية وشؤون الكومنولث (FCO) وفي السلك الدبلوماسي لصاحبة الجلالة، الذي انضم إليه عام 1987. وقد حصل على وظائف ثانوية في فيتنام 1988، وتركيا (1990، 1991-1992)، وباكستان (1995-1998)، وإيران (1992-1995)، وماليزيا (2001-2005). وكان رئيس قسم مجموعة السياسات الأمنية في وزارة الخارجية والكمنولث من عام 1998 إلى عام 2001 ونائب مدير منطقة الشرق الأوسط من عام 2005 إلى عام 2008.
كان أول دور رئيسي لمور في وزارة الخارجية والكمنولث هو مدير البرامج والتغيير، وهو المنصب الذي شغله من 2008-2010. ثم تولى منصب مدير أوروبا وأمريكا اللاتينية والعولمة (2010-2012).
كان أول تعيين علني لمور هو السفير البريطاني في تركيا، وقد شغل هذا المنصب لمدة ثلاث سنوات، من 2014 إلى 2017. ثم عمل لفترة قصيرة كنائب مستشار الأمن القومي (المخابرات والأمن والمرونة) في 2018. وحاليًّا هو المدير العام للشؤون السياسية في وزارة الخارجية والكومنولث، وهو المنصب الذي يشغله منذ عام 2018 وسيتقاعدفي أكتوبر 2020. في 29 يوليو 2020، أُعلن عن تعيينه رئيسًا لجهاز المخابرات السرية في أكتوبر 2020.

## الحياة الشخصية
ولد مور في طرابلس، ليبيا في 9 مايو 1963 لجون روبرت مور و(نورا) باتريشيا مور (ني باكلي) وفي عام 1985، تزوج مارغريت باتريشيا إيزابيل مارتن (ماجي)، ولديه ابن و ابنة. يجيد اللغة التركية.